# Борисов, Владимир Владимирович (конструктор)
Владимир Владимирович Борисов (13.07.1935, Москва — 27.02.1994, там же) — советский учёный, специалист в области электронной техники и приборостроения. Лауреат Государственной премии СССР.

## Биография
Окончил МВТУ им. Н. Э. Баумана (1959). В 1959—1963 гг. работал инженером в Союзном НИИ приборостроения (СНИИП). В 1963—1994 гг. старший инженер, начальник научно-исследовательской лаборатории, начальник отдела — заместитель главного конструктора, директор научно-производственного центра «Перспективное приборостроение» НИИИТ (ВНИИА).

## Награды и звания
- Кандидат технических наук;
- Государственная премия СССР (1989) — за разработку аналого-цифрового регистратора для систем физических измерений.
- Орден «Знак Почёта» (1971);
- Медаль «За доблестный труд. В ознаменование 100-летия со дня рождения В. И. Ленина»;
- Медаль «Ветеран труда».